# مزرعه باباحاجی
مزرعه باباحاجی یک روستا در ایران است که در استان اصفهان واقع شده‌است.